# Еквилибријум
Еквилибријум је осећај психичке, али и физичке равнотеже унутар живих бића. Може се односити на физички и биолошки баланс, али и на лично стање, социјалне системе, економско стање, рефлективни еквилибријум у етици и др.